# Santa Eulalia de Oscos
Santa Eulalia de Oscos (in castigliano) o Santalla d'Ozcos (in eonaviego) è un comune spagnolo di 431 abitanti situato nella comunità autonoma delle Asturie. Nel comune si parla l'eonaviego, variante galiziana con tratti asturiani.